# セントレジスホテル大阪
セントレジスホテル大阪（セントレジスホテルおおさか、英: The St. Regis Osaka）とは、大阪府大阪市中央区にある高級ホテルである。
マリオット・インターナショナル（開業当時はスターウッド・ホテル&リゾート）の最高級ブランド「セントレジス」の日本進出第1号で2010年10月1日に開業。

## 概要
ホテルはイトマン本社ビル跡地に建設された本町ガーデンシティの1階から2階、11階から27階に入る。フロントは12階にあり日本庭園も同階。
客室は17階以上に160室。外国人観光客や富裕層を顧客層としており、広さは43m2以上で1泊6万9千円から、最上階にあるロイヤルスイートの広さは197m2で1泊80万円（正規料金）。
バトラー（執事）のサービスを宿泊客全員が利用できるのが特徴で、荷ほどきや靴磨き、航空券の手配などを24時間態勢で対応する。
開業15周年となる2025年に初の大規模改装が行われ、12階のレセプションフロアと1階のレストランフロアがリニューアルされる。

## 客室
- ロイヤル スイート：197㎡：1室
  - コネクティングルーム：43㎡：1室
- 松 スイート：142㎡：1室
  - コネクティングルーム：51㎡：1室
- 藤 スイート：129㎡：1室
- 花菖蒲 スイート：112㎡：1室
- 百合 スイート：88㎡：1室
- エグゼクティブ スイート：102㎡：2室
  - 26階：皐 スイート
  - 25階：椿 スイート
- グランド デラックス スイート：87㎡：5室
  - 25階：萩 スイート
  - 23階：牡丹 スイート
  - 21階：桔梗 スイート
  - 19階：梅 スイート
  - 17階：桜 スイート
- グランド デラックス：51㎡：66室
- グランド デラックス プリミエ：46㎡：40室
- デラックス：43㎡：40室

計160室

## レストラン&バー
- ブラッスリー「レジーヌ」
  - 本町ガーデンシティの1階にある。オープンテラス併設。
  - 開業当初はフレンチビストロ「ル ドール」として営業。2012年4月12日よりベーカリー「ブーランジェリー ルドール」も開設された[3]。2012年11月19日より朝食メニューの提供を開始した[4]。2025年4月3日に改称・リニューアルオープンされる予定で[2]、これに伴い再び昼食・夕食のみの営業となる[5]。
- イタリア料理「ラ ベデュータ」
  - 当ホテルのメインダイニング。
- ザ セント レジス バー
- 鉄板焼き「和城」
  - 2018年11月5日に新たに開業した。

## 設備
- エステティックサロン“IRIDIUM featuring SOTHYS”
- エクササイズルーム
- ホテルショップ「ラ ブティック」

など

## アクセス
- 地下鉄本町駅下車、7番出口直結